# Бурцев, Фёдор Иванович (Герой Советского Союза)
Фёдор Иванович Бурцев (1923 — 2003) — лётчик-испытатель, полковник, Герой Советского Союза (1966).

## Биография
Фёдор Бурцев родился 27 июня 1923 года в селе Казаки (ныне — в черте села Гремячее Тульской области). С 1932 года проживал в Москве. В 1940 году он окончил Ленинский аэроклуб. В январе 1941 года был призван на службу в Красную Армию. В том же году окончил военную авиационную школу лётчиков в Борисоглебске, после чего до 1942 года был в ней лётчиком-инструктором. В период 1943—1944 годов воевал, участвовал в боях на Брянском, 1-м Украинском и 3-м Белорусском фронтах. За время войны совершил 57 боевых вылетов на истребителях «Ла-5» и «Ла-7», принял участие в 17 воздушных боях, сбил 3 вражеских самолёта. До 1948 года был лётчиком-инструктором Высшей офицерской школы воздушного боя в Люберцах, в этой должности участвовал в испытаниях первых советских реактивных истребителей «МиГ-9» и «Як-15». В 1950 году окончил Школу лётчиков-испытателей Минавиапрома СССР (ШЛИ), после чего до 1980 года работал лётчиком-испытателем Лётно-исследовательского института.
Принимал участие в испытаниях истребителей «И-370», «МиГ-15», «МиГ-17», «МиГ-19», «Е-4», «Е-5», «Е-6», «МиГ-21», летающих лабораторий «Ту-4ЛЛ», «Ту-16ЛЛ», самолётов «Ил-18», «Ту-104», «Ту-124», «Як-25». Совместно с Султаном Амет-Ханом и Сергеем Анохиным Бурцев проводил испытания аналога самолёта-снаряда КС, за что в 1953 году был награждён Сталинской премией 2-й степени.
С 1974 по 1988 гг. Бурцев работал начальником ШЛИ. В 1980 году он вышел в отставку из рядов ВС СССР. 
Фёдор Иванович жил сначала в городе Жуковском Московской области, а с 2001 года — в Москве. Он умер 4 мая 2003 года, похоронен на Даниловском кладбище Москвы.

## Награды и звания
- Указом Президиума Верховного Совета СССР от 22 июля 1966 года за «мужество и героизм, проявленные при испытании новой авиационной техники» полковник Фёдор Бурцев был удостоен высокого звания Героя Советского Союза с вручением ордена Ленина и медали «Золотая Звезда» за номером 11266[1]
- Награждён орденом Октябрьской Революции (25.03.1974), двумя орденами Красного Знамени (20.09.1947, 3.02.1953), орденом Отечественной войны 1-й степени (11.03.1985), тремя орденами Красной Звезды (10.07.1944, 2.08.1944, 30.12.1956), а также рядом медалей[1]
- Заслуженный лётчик-испытатель СССР (1964)
- Лауреат Сталинской премии 2-й степени (1953)

## Память

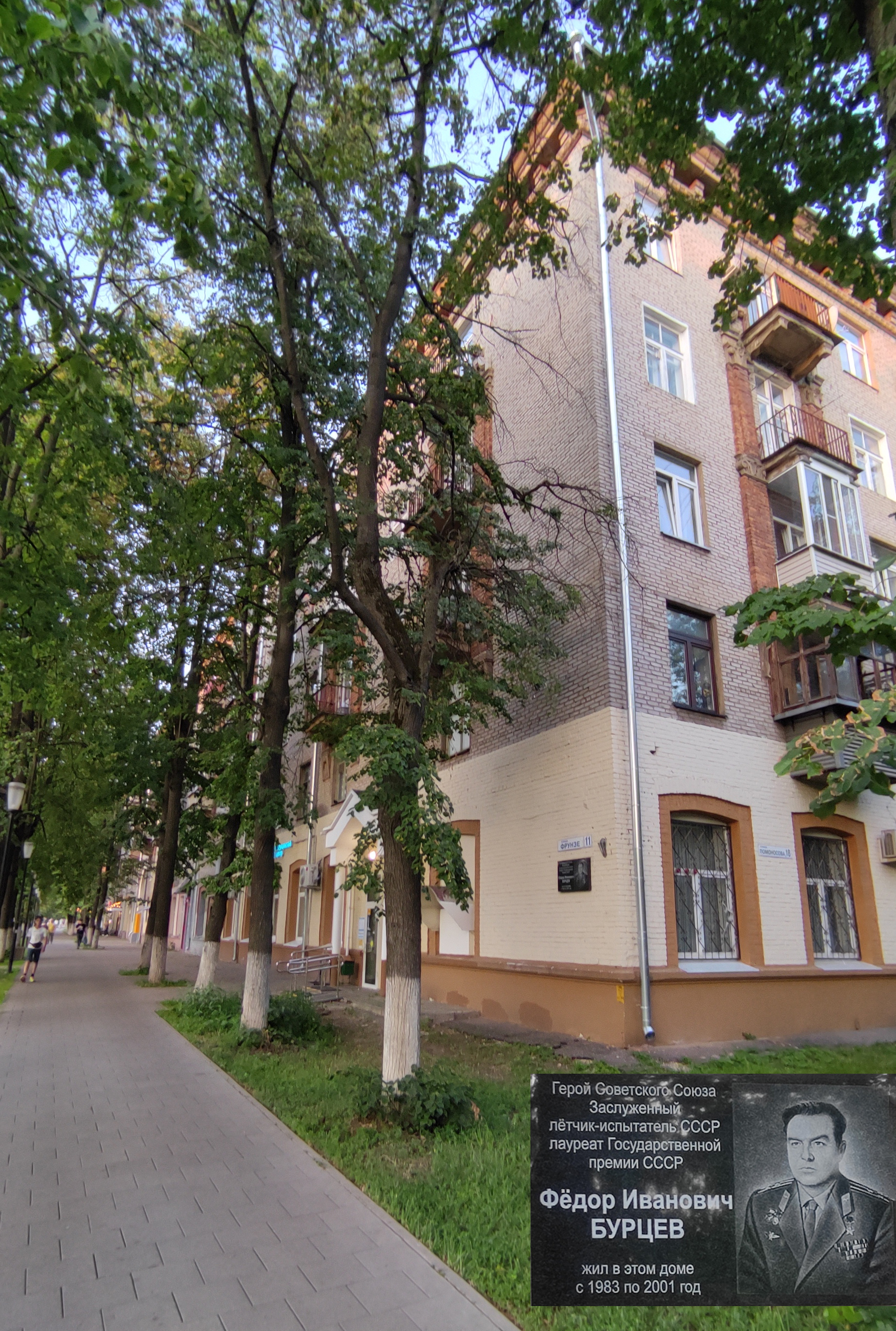
Дом в Жуковском, где жил Бурцев, с мемориальной доской

- К 100-летию со дня рождения Бурцева в городе Жуковском на доме 18/11 по улицам Ломоносова/Фрунзе, где он жил, установлена мемориальная доска[3]